# 退化 (数学)
数学において退化（たいか）しているという言葉は、ある種類の対象の性質が変わり、他の（ふつうはより単純な）種類の対象になっている場合に用いられる。
- 点は退化した円周、すなわち半径が0の円周とみなすことができる。正円は退化した楕円、すなわち離心率が0の楕円とみなすことができる。
- 線分は接平面の上に存在する退化した放物線とみなすことができる。
- 線分は長さ0の辺を持つ退化した長方形とみなすこともできる。
- 双曲線は、共通の漸近線を持つ双曲線の族を通じて、1点で交わる2つの直線に退化することができる。
- 1点からなる集合は連続体の退化したものとみなすことができる。
- ひとつの値だけをとることのできる確率変数は退化分布に従う。
- 行列の階数が列の数よりも少ない時を指す。行列Mが退化していない時、任意の列ベクトルVに対しW=VM，WN=Vを満たす行列Nが存在する。
- 退化形式